# ヒット・キット
『ヒット・キット』は宝塚歌劇団の作品。

## 花組　宝塚大劇場公演
形式名は「ミュージック・フェア」。
17場。
併演は『アルルの女』。
1967年9月30日から10月29日まで公演があった。

### スタッフ
- 作・演出：内海重典
- 音楽：寺田瀧雄、入江薫、高井良純、吉崎憲治
- 音楽指揮：野村陽児
- 振付：岡正躬、鈴木武、サミー・ベイス、山田卓、朱里みさを
- 装置：石浜日出雄
- 衣装：真野誠二
- 照明：今井直次
- 小道具：上田特市
- 効果：坂上勲
- 録音：松永浩志
- 演出助手：岡田敬二、草野旦
- 制作：宮一郎

『宝塚歌劇の60年別冊・年譜　最近の10年』p.57（宝塚歌劇団）より。

### 主な出演
- 歌う紳士、パリジャン：麻鳥千穂
- 白の紳士：甲にしき
- 白の淑女、ラテンの女：近衛真理
- 青年：薫邦子
- 娘：花久仁子
- キャリオカの男：郷ちぐさ
- 歌うプリンス：麻月毬生、風さやか
- 歌うプリンセス：那賀みつる、美国亜耶

『宝塚歌劇の60年別冊・年譜　最近の10年』p.56（宝塚歌劇団）より。

## 花組　新宿コマ劇場公演
併演は『洛陽に花散れど』。
主なスタッフに内海重典。
1968年1月2日から1月28日まで公演があった。